# Ida Pulis Lathrop
Ida F. Pulis Lathrop, nacida como Ida F. Pulis, (Troy, 27 de octubre de 1859 -Albany, 7 de septiembre de 1937) fue una pintora estadounidense. Trabajó principalmente en retratos, naturalezas muertas y paisajes. Lathrop tenía su sede en Albany, Nueva York.

## Biografía
Lathrop nació el 27 de octubre de 1859 en Troy, Nueva York, hija de Catherine (de soltera Sheffér) y Abraham William Pulis. Contrajo matrimonio con Chipre Clark Lathrop en 1885, con el que tuvo dos hijas que también fueron artistas, Gertrude K. Lathrop y Dorothy P. Lathrop. Ida Pullis Lathrop fue una pintora autodidacta.
Murió el 7 de septiembre de 1937 en su casa de Albany, está enterrada en el cementerio rural de Albany.
Los trabajos de Lathrop se incluyeron en la colección del museo en el Instituto de Historia y Arte de Albany y en el Museo Smithsoniano de Arte Americano, entre otros. 